# Carel Rijken
Carel (Adrianus Johannes) Rijken (Dordrecht, 9 maart 1888 – Amsterdam, 24 april 1978) was een Nederlands acteur.

## Levensloop
Rijken kwam in september 1911 bij Het Schouwtooneel in aanraking met het Heijermans ensemble. Daar debuteerde hij in Reichenbach's met "Die in 't duister leven". Met even veel gemak speelde hij ook het oude kwieke heertje in "Den dwaze niais" alsook de cynische "Lebemann". Hij was een allround  acteur die er jeugdig uit bleef zien ondanks het verstrijken der jaren. Hij bleef 14 jaar bij Het Schouwtooneel.
Na het Schouwtooneel heeft Rijken ook bij de hoorspelkern op de radio een belangrijke rol vervult. Daar werd hij hoofd van de hoorspelkern van de Nederlandse Radio Unie (NRU) in 1945, na eerst een periode als hoorspel acteur gewerkt te hebben. Rijken was hoofd tot aan zijn pensionering in 1953.
Rijken trad op 1913 in het huwelijk met actrice Hesje van Rijk (1885-1968). Hij overleed in 1978 op 90-jarige leeftijd.

## Trivia
Bij Het Schouwtooneel was ook Ko van Dijk sr. en diens echtgenote Jetty Riecker aangesloten. Dit zijn de ouders van Ko van Dijk jr. (ook hij zat bij Het Schouwtooneel).